# Tornos robiginosus
Tornos robiginosus là một loài bướm đêm trong họ Geometridae.